# Boreale zone

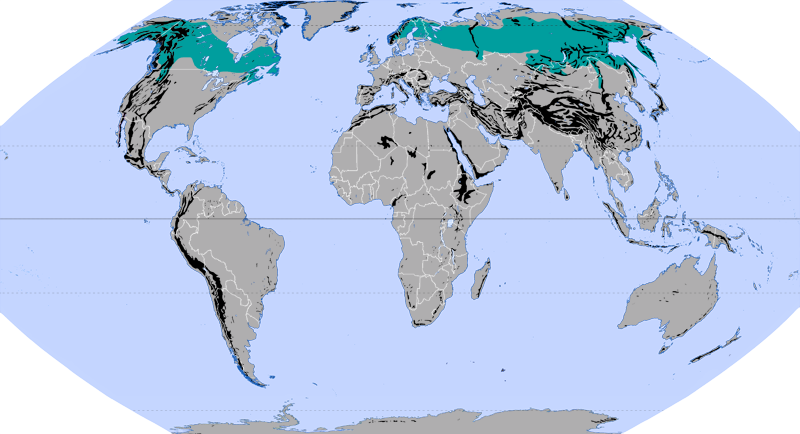
Boreale zone

Een boreale zone is het overgangsgebied tussen de gematigde en de toendrazone op de continenten van het noordelijk halfrond.
Het is een gebied met een subarctisch klimaat, ruwweg tussen 55° en 70° Noorderbreedte.  Grote delen van dit gebied zijn met bos bedekt, voor veel vormen van landbouw is het er te koud. De boreale bossen in deze zone worden ook taiga genoemd, vooral in Europa en Azië.
De Boreal Ecosystem-Atmosphere Study (BOREAS) was een groot internationaal onderzoekprogramma in de Canadese boreale bossen. Het werd gesponsord door de NASA, en vond voornamelijk plaats tussen 1994 en 1996. De belangrijkste doelen waren om vast te stellen hoe de wisselwerking tussen de bossen en de atmosfeer verloopt, hoe klimaatverandering het bos beïnvloedt en hoe veranderingen in de bossen het weer en klimaat beïnvloeden.
In de boreale zone heerst over het algemeen een landklimaat. De zomers zijn koel tot gematigd warm, de winters koud tot zeer streng. Er is geen specifiek droog seizoen óf de winters zijn droog. Dit kan volgens de klimaatclassificatie van Köppen worden weergegeven met de symbolen Dfc, Dwc, Dfd of Dwd.

## Borealis-project
Fotograaf Jeroen Toirkens en journalist Jelle Brandt Corstius bezoeken in het kader van het Borealis project die bossen en gaan op zoek naar de verhalen en mensen in de bossen. Wie wonen hier? Hoe wonen ze? En hoe verhouden de inwoners zich tot het woud?